# Escola Nacional de Saúde Pública Sérgio Arouca
A Escola Nacional de Saúde Pública Sérgio Arouca (ENSP) - Brasil, vinculada à da Fiocruz, está situada no campus Manguinhos, localizado no Rio de Janeiro, e é voltada para a formação de quadros para o Sistema Único de Saúde (SUS), à "produção científica e tecnológica" e à "prestação de serviços de referência no campo da saúde pública". Mantém cooperações técnicas em todos os estados e municípios brasileiros, além de várias instituições nacionais e internacionais atuantes em diversos campos da saúde.
Fundada em 1954, a ENSP surge em meio a uma ampla discussão acerca da saúde pública no Brasil, embate que contava com figuras destacadas na sua condução como Mário Magalhães da Silveira que mais tarde viria a ser o secretário-geral da III Conferência Nacional de Saúde e uma voz dissonante da comunidade médica a época.
Pela sua proposta voltada para a saúde pública mantém quatro áreas dedicadas a manter e desenvolver serviços de referência: o Centro Colaborador na Área de Políticas Farmacêuticas, o Centro de Estudos da Saúde do Trabalhador e Ecologia Humana (Cesteh), o Centro de Saúde Escola Germano Sinval Faria (CSEGSF) e o Centro de Vigilância e Monitoramento de Endemias.

## História

### Criação da ENSP
A Lei Federal nº. 2.312 de 03 de setembro de 1954, que define Normas Gerais sobre Defesa e Proteção da Saúde, aponta a criação de uma "Escola Nacional de Saúde Pública", a ser mantida pela União, com o fim de "formação de pessoal técnico especializado".
Em 1958, o Decreto nº. 43.926, de 26 de julho, cria então a Escola Nacional de Saúde Pública (ENSP), integrada ao Ministério da Saúde e subordinada ao Ministro de Estado. Tinha como sede o Distrito Federal (neste período, o Rio de Janeiro) e sua função era de "aperfeiçoar e especializar pessoal técnico necessário aos serviços de Saúde Pública"(art. 2), por meio da criação de "Cursos de aperfeiçoamento, de especialização e de atualização em saúde pública, destinados a diplomados em cursos de nível universitário superior, oficiais ou reconhecidos" e "Cursos de formação e adestramento para pessoal técnico auxiliar dos serviços de saúde pública".
Estes cursos deveriam ter por objetivo: "formar pessoal habilitado a organizar e dirigir serviços de higiene e saúde pública", "promover o preparo, aperfeiçoamento e especialização do pessoal técnico necessário às diversas atividades de higiene e saúde pública" e "preparar pessoal habilitado a executar atividades auxiliares atinentes aos serviços de saúde pública".
Além disso, o decreto também determinava que a organização institucional e burocrática do órgão, a disponibilidade de bolsas de estudo anuais - com valores propostos pelo diretor da ENSP e referendados pelo Ministro, e distribuição disciplinada pelo Regulamento da ENSP, que também deveria ser referendado pelo ministro - a possibilidade de colaboração técnica e financeira de outros órgãos públicos e entidades privadas (nacionais ou estrangeiras), o valor de diploma da instituição - se exigida especialização em medicina sanitária o certificado expedido pela ENSP "constituirá condição básica para ingresso em cargos e funções públicas federais" - e as exigências para o ingresso de funcionários de ensino (professores, auxiliares e assistentes) - que, na realidade, é única: a designação é feita pelo Ministro da Saúde "dentro especialistas de reconhecida competência, nacionais ou estrangeiros, servidores públicos ou não, mediante indicação do Conselho Consultivo ao Diretor da Escola".

### Período militar (1964-1985)
Em 23 de março de 1966, já sob regime militar foi inaugurada a nova sede da ENSP, com o aproveitamento do esqueleto de um edifício abandonado, em área de 14 mil metros quadrados, situada em Manguinhos. Em 7 de junho de 1966, sob a lei nº 5.019, a ENSP passa a integrar a Fundação Ensino Especializado de Saúde Pública (Fensp), de personalidade privada, "criada com a finalidade de ministrar ensino especializado em saúde pública em cursos de pós-graduação para pessoal de nível técnico-científico e cursos de preparação de pessoal auxiliar médico, além de realizar estudos e pesquisas de interesse para o aperfeiçoamento técnico e científico do pessoal de saúde pública". A Fensp passa a se chamar FRHS (Fundação Recursos Humanos para a Saúde) em 01/10/1969, tendo a finalidade de avaliar os quantitativos e qualificar o pessoal que poderia dispor o Sistema Brasileiro de Proteção e Recuperação da Saúde, "assim como a promoção de medidas para a formação e o aperfeiçoamento de pessoal".
O decreto nº 66.624, de 22/05/1970, transforma a FRHS em Fundação Instituto Oswaldo Cruz (Fiocruz), em 1974 modificada para a nomenclatura atual Fundação Oswaldo Cruz (mas mantendo a mesma sigla), órgão que integra sete institutos: o Centro de Pesquisa René Rachou (CPqRR, intitulado Centro de Pesquisas de Belo Horizonte até 1966), o Instituto Oswaldo Cruz, a ENSP (que passa a ser chamada de Instituto Presidente Castelo Branco a partir de 1976), o Instituto Nacional de Produção de Medicamentos (Ipromed) - que mais tarde, em 1976, se divide em Laboratório de Tecnologia em Produtos Biológicos de Manguinhos (hoje Bio-Manguinhos) e Laboratório de Tecnologia em Quimioterápicos de Manguinhos (hoje Far-Manguinhos) - entre outros três.

### Escola Nacional de Saúde Pública Sérgio Arouca

Sérgio Arouca

Sérgio Arouca foi médico, sanitarista e um dos principais teóricos e líderes do movimento sanitarista. Foi professor da Escola Nacional de Saúde Pública e presidente da Fiocruz. Em 2003, ano de seu falecimento, a ENSP/Fiocruz prestou homenagem adicionado o nome do sanitarista ao da Escola.
Em 2005, a Fiocruz também homenageou o sanitarista com a primeira estátua a ser colocada no campus de Manguinhos. A estátua foi criada pelo artista Otto Laun Dumovich, também autor de outras obras pela cidade do Rio de Janeiro, e fica a frente do Castelo Mourisco.

## Principais serviços[2]
- Ensino e Pesquisa: Pós-graduação stricto sensu e lato sensu disponibilizados por meio de programas presenciais ou de educação a distância.
- Ambulatório e Laboratório de Saúde Pública: Formular e coordenar diretrizes institucionais integradas com os Departamentos e Centros além de coordenar junto com esses setores a qualificação dos referidos serviços para atender às exigências nacionais e internacionais relacionadas à gestão da qualidade ambulatorial e laboratorial, gestão da biossegurança e gestão ambiental, monitorando e avaliando os resultados pactuados.[11]
- Escola de Governo: propõe-se a estruturar a formação e a educação permanente de gestores e profissionais de saúde, incorporando às características da moderna gestão de sistemas, serviços, organizações e programas, a construção de processos de educação permanente, a aliança entre trabalho e formação e a consolidação de redes de cooperação.
- Território Integrado de Atenção à Saúde (Teias): tem como propósito desenvolver em Manguinhos um território integrado de saúde como espaço de inovação das práticas do cuidado, do ensino e de geração de conhecimento científico e tecnológico que se traduza em melhorias da condição atual de saúde e vida da população adstrita, por meio da cooperação entre a ENSP/Fiocruz e o município do Rio de Janeiro.

## Ensino e pesquisa
A ENSP/Fiocruz possui uma estrutura de ensino de diálogo com a sociedade, com o Sistema Único de Saúde e Sistema de Ciência e Tecnologia e possui programas de pós graduação stricto sensu, lato sensu e qualificação profissional.

### Stricto Sensu
A pós graduação stricto sensu da ENSP/Fiocruz teve início na década de 70 e, desde então, objetiva forma profissionais no conhecimento interdisciplinar para atuação em pesquisa, docência e em serviços de saúde. Atualmente possui programas nas seguintes modalidades:

#### Saúde Pública
- Mestrado acadêmico;
- Doutorado acadêmico;
- Mestrado Profissional.

#### Saúde Pública e Meio Ambiente
- Mestrado acadêmico ;
- Doutorado acadêmico.

#### Epidemiologia em Saúde Pública
- Mestrado acadêmico;
- Doutorado acadêmico.

#### Bioética, Ética Aplicada e Saúde Coletiva
- Mestrado acadêmico;
- Doutorado acadêmico.

### Lato Sensu
Abrange amplo leque de cursos nas modalidades de especialização, aperfeiçoamento e atualização disponibilizados por meio de programas presenciais ou de educação a distância.

#### Especialização
- Cuidados Paliativos com Ênfase na Atenção Primária;
- Direitos Humanos e Saúde;
- Direitos Humanos, Acessibilidade e Inclusão;
- Direitos Humanos, Gênero e Sexualidade;
- Direitos Humanos, Relações Étnico-raciais e Saúde;
- Direitos Humanos, Saúde e Racismo: a questão negra;
- Gestão Acadêmica;
- Gestão da Atenção Básica;
- Gestão do Trabalho e da Educação em Saúde;
- Gestão e Tecnologias do Saneamento;
- Gestão Urbana e Saúde;
- Pesquisa de Campo com Ênfase em Epidemiologia das Doenças Crônicas;
- Pneumologia Sanitária;
- Promoção da Saúde e Desenvolvimento Social;
- Saúde do Trabalhador e Ecologia Humana;
- Saúde Global e Diplomacia da Saúde;
- Saúde Mental e Atenção Psicossocial;
- Saúde Pública.

#### Residência
- Programa de Residência Médica em Medicina de Família e Comunidade;
- Residência Multiprofissional em Saúde da Família;
- Residência Multiprofissional em Saúde do Trabalhador.

### Qualificação profissional
- Atualização;
- Aperfeiçoamento;
- Formação Continuada em Saúde.

#### Programa Educacional Vigilância em Saúde nas Fronteiras
A ENSP integra o consórcio da iniciativa da Fiocruz, em parceria com a Secretaria de Vigilância em Saúde do Ministério das Saúde e com a Organização Pan-Americana da Saúde (Opas), do Programa VigiFronteiras-Brasil. O objetivo do programa é formar mestres e doutores para contribuir com o fortalecimento das ações e serviços de vigilância em saúde nas regiões da faixa de fronteira do Brasil e nos países vizinhos.

## Ambulatório e Laboratório de Saúde Pública

### Centro de Referência Professor Hélio Fraga
O Centro de Referência Prof. Hélio Fraga (CRPHF) foi criado em 1984 pela Campanha Nacional Contra a Tuberculose (CNCT), sendo referência nacional do SUS para tuberculose e outras pneumopatias, destacando-se como órgão de apoio às ações nacionais em saúde pública. Atualmente, está ligado à Escola Nacional de Saúde Pública Sergio Arouca (ENSP/Fiocruz). Oferta o curso de especialização de Pneumologia Sanitária e mantém o Ambulatório de Pesquisa Germano Gerhardt e o Laboratório de Referência Nacional de Tuberculose e Micobacterioses Angela Maria Werneck.

### Centro de Saúde Escola Germano de Silval Faria
O Centro de Saúde Escola Germano Sinval Faria (CSEGSF) foi inaugurado em 1967, como Unidade de Treinamento Germano Sinval Faria, para ser campo de prática de ensino e pesquisa em Saúde Pública. Atualmente, oferece prestação de assistência multidisciplinar, por meio da promoção, prevenção e cuidados de saúde, além de desenvolver atividades de ensino, pesquisa e informação em saúde pública para alunos e pesquisadores da Escola Nacional de Saúde Pública Sergio Arouca (ENSP/Fiocruz).

### Centro de Estudos da Saúde do Trabalhador e Ecologia Humana (Cesteh)
O Centro de Estudos da Saúde do Trabalhador e Ecologia Humana (Cesteh), foi criado em 10 de dezembro de 1985 é referência para o Ministério da Saúde nas ações de saúde, trabalho e ambiente. Seus objetivos incluem formar recursos humanos para a área, através de cursos de especialização, mestrado e doutorado; desenvolver estudos e pesquisas sobre a relação trabalho, saúde e ambiente, propiciando o desenvolvimento de novas metodologias, bem como a proposição e avaliação de políticas públicas; e desenvolver atividades de cooperação técnica, principalmente junto às secretarias de Saúde dos estados e municípios, instituições técnico-científicas, sindicatos e ministérios públicos. Além disso, mantém o Ambulatório em Saúde do Trabalhador e o Laboratório de Toxicologia.

## Cadernos de Saúde Pública
Cadernos de Saúde Pública é uma revista mensal de acesso aberto e gratuito, publicada pela ENSP/Fiocruz destinada a artigos científicos voltados para a produção de conehcimento no campo da Saúde Coletiva. Tem como objetivo fomentar a reflexão crítica e o debate sobre temas da atualidade relacionados às políticas públicas e aos fatores que repercutem nas condições de vida e no cuidado de saúde das populações